# Martyna Borowczak
Martyna Borowczak (ur. 30 sierpnia 2002 w Międzyrzeczu) – polska siatkarka, grająca na pozycji przyjmującej.

## Kariera
Karierę siatkarską rozpoczynała w drużynie SPS Zbąszynek. W rozgrywkach młodzieżowych reprezentowała klub Enea Energetyk Poznań, z którym w 2020 roku wywalczyła brązowy medal mistrzostw Polski juniorek, zostając wybrana najlepszą przyjmującą turnieju finałowego. W 2021 roku wraz z drużyną z Poznania wywalczyła mistrzostwo Polski juniorek oraz otrzymała nagrodę dla najbardziej wartościowej zawodniczki turnieju finałowego. Powoływana do reprezentacji Polski juniorek.
Jest absolwentką Szkoły Mistrzostwa Sportowego PZPS w Szczyrku. W latach 2019–2021 wraz z drużyną SMS Szczyrk grała w pierwszej lidze. W sezonie 2019/2020 rozegrała 22 mecze, zdobywając w nich 245 punktów. W sezonie 2020/2021 wystąpiła w 23 meczach, w których punktowała 280 razy.
W 2021 roku podpisała kontrakt z drużyną BKS BOSTIK Bielsko-Biała. W TAURON Lidze zadebiutowała 26 września 2021 w meczu przeciwko drużynie Developres BELLA DOLINA Rzeszów, zdobywając 13 punktów. Pierwszą nagrodę MVP w najwyższej klasie rozgrywkowej otrzymała w dniu 14 kwietnia 2022 roku za grę w meczu przeciwko UNI Opole.

## Sukcesy klubowe

### juniorskie
Mistrzostwa Polski Juniorek:
- 2021
- 2020

### seniorskie
Puchar Polski:
- 2024[10]

Tauron Liga:
- 2024[11]

Superpuchar Polski:
- 2024[12]

## Nagrody indywidualne
- 2020: Najlepsza przyjmująca turnieju finałowego Mistrzostw Polski Juniorek
- 2021: MVP turnieju finałowego Mistrzostw Polski Juniorek